# Корней, Лидия Филипповна
Лидия Филипповна Корней (род. 5 сентября 1942 года, г. Львов) — украинский музыковед, историк украинской музыкальной культуры. Доктор искусствоведения (1993), профессор кафедры истории украинской музыки (1994), профессор кафедры истории и теории культуры (2006) Киевской консерватории (ныне Национальная музыкальная академия Украины им. П. И. Чайковского), член Национального союза композиторов Украины. Жена лингвиста, академика НАН Украины Пивторака Григория Петровича. Автор многочисленных работ по истории украинской музыкальной культуры, её связей с русской, болгарской, польской и др. культурами.

## Биография
Лидия Филипповна Корней родилась 5 сентября 1942 года во Львове. С 1949 до 1961 год училась во Львовской средней специальной музыкальной школе им. С. Крушельницкой. С 1961 до 1966 год — на фортепианном и музыкально-теоретическом факультетах Львовской консерватории (ныне Львовская национальная музыкальная академия имени Николая Лысенко, класс педагога С. Людкевича). Кроме того, занималась композицией. Дипломную работу писала под руководством композитора, профессора С. Людкевича на тему «Кантата С. Людкевича „Наёмник“».
После окончания консерватории начала педагогическую деятельность. Преподавала в Луцком музыкальном училище (1966—1967), в музыкальных школах при Львовском музыкально-хоровом обществе (1967—1969), Львовской средней специальной музыкальной школе им. М. Крушельницкой (1969—1972). В 1972 году переехала в Киев, где училась в аспирантуре Киевской консерватории (ныне Национальная музыкальная академия Украины имени П. И. Чайковского) (1972—1975 гг., научный руководитель А. Я. Шреер-Ткаченко). Тема кандидатской диссертации — «Болгарский распев в певческой практике Украины XVI—XVII вв. (К вопросу украинского-болгарских музыкальных связей)». С 1975 года преподавала в Киевской консерватории — сначала на кафедре истории музыки, затем на кафедре истории украинской музыки на должностях доцента, профессор (с 1994 г.). Работая на кафедре истории украинской музыки, разработала и читала авторский курс «История украинской музыки», в котором рассматривала материал по стилям эпох, в социально-историческом и общекультурном контекстах, а также авторский курс «Музыкально-историческое источниковедение». В 1993 году защитила докторскую диссертацию на тему: «Украинская школьная драма и духовная музыка XVII — первой половины XVIII в.». В 2004—2006 годах работала в Институте искусствоведения, фольклористики и этнологии им. М. Т. Рыльского НАН Украины. С 2006 и до настоящего времени работает в должности профессора кафедры истории и теории культуры Национальной музыкальной академии Украины им. П. И. Чайковского (НМАУ). На кафедре ведет курс «История украинской музыкальной культуры».
Научные интересы Лидии Корней охватывают различные области музыковедения: музыкальное источниковедение, текстологию, историю украинской музыкальной культуры. Лидия Филипповна — член Национального союза композиторов Украины, участница Международных съездов славистов (Македония, 2008; Беларусь, 2013), член диссертационного совета по защите докторских диссертаций в НМАУ им. П. И. Чайковского и Институте искусствоведения фольклористики и этнологии НАН Украины им. М. Т. Рыльского.